# Football Club de Nantes 2025-2026
Questa voce raccoglie le informazioni riguardanti il Football Club de Nantes nelle competizioni ufficiali della stagione 2025-2026.

## Divise e sponsor
Lo sponsor tecnico per la stagione 2025-2026 è Macron, mentre gli sponsor ufficiali sono i main sponsor "frontali" Synergie, Proginov, e Les Gars des Eaux, i primi due al dodicesimo anno consecutivo e l'ultimo già presente sulle maglie dei canarini negli anni precedenti ma come AFD Groupe, poi lo sleeve sponsor LNA Santé e lo shorts sponsor ZEbet.
La maglia home, presentata ufficialmente il 19 giugno 2025, vede la scomparsa delle bande verdi su sfondo giallo, che vengono sostituite da sottili e distintive strisce verticali.
Il colletto è alla "coreana" e i bordi delle maniche sono verdi, così come lo sono i pantaloncini. Quest'ultimo dettaglio rappresenta una novità in quanto i gialloverdi non ne indossavano di tale colore da 18 anni.
La maglia away, presentata invece il 10 luglio successivo, presenta una mappa topografica della città di Nantes e ha come colore predominante il verde acqua. Sul retro della maglia è ricamata la scritta "Naoned", che rappresenta il nome del club in lingua bretone.
|  | Casa | Trasferta |

## Organigramma societario
Organigramma societario tratto dal sito ufficiale.
Area direttiva
- Presidente: Waldemar Kita
- Coordinatore sportivo: Phillipe Mao
- Direttore del settore giovanile: Samuel Fenillat
- Team manager: Tom Lahaye

Area tecnica
- Allenatore: Luís Castro
- Allenatore in seconda: Ahmed Kantari
- Preparatore atletico: Francisco Calvete
- Preparatore dei portieri: Faouzi Amzal
- Responsabile della difesa: José Costa
- Responsabile del centrocampo: Rui Cunha
- Responsabile dell'attacco: Jorge Cordeiro

Area medica
- Medico sociale: Isabelle Salaün
- Fisioterapista: Nicolas-Pierre Bernot, Etienne Tourolle, Phillipe Chantebel, Adrien Verger
- Osteopata: Julien Mointeillet

Area video
- Analista: Robin Freneau e Alexandre Kerveillat

## Rosa
Aggiornata al 13 agosto 2025.
| N. |                          | Ruolo | Calciatore        |
| -- | ------------------------ | ----- | ----------------- |
| 1  | Portogallo (bandiera)    | P     | Anthony Lopes     |
| 3  | Francia (bandiera)       | D     | Nicolas Cozza     |
| 5  | Corea del Sud (bandiera) | C     | Kwon Hyeok-kyu    |
| 6  | Nigeria (bandiera)       | D     | Chidozie Awaziem  |
| 7  | Corea del Sud (bandiera) | C     | Hong Hyun-seok    |
| 8  | Francia (bandiera)       | C     | Johann Lepenant   |
| 10 | Francia (bandiera)       | A     | Matthis Abline    |
| 11 | Francia (bandiera)       | A     | Bahereba Guirassy |
| 13 | Francia (bandiera)       | C     | Francis Coquelin  |
| 14 | Mali (bandiera)          | A     | Amady Camara      |
| 15 | Svezia (bandiera)        | A     | Mayckel Lahdo     |
| 17 | Francia (bandiera)       | C     | Dehmaine Tabibou  |
| 19 | Marocco (bandiera)       | A     | Youssef El-Arabi  |
| 22 | Madagascar (bandiera)    | D     | Mathieu Acapandié |

| N. |                       | Ruolo | Calciatore         |
| -- | --------------------- | ----- | ------------------ |
| 23 | Comore (bandiera)     | A     | Adel Mahamoud      |
| 26 | Serbia (bandiera)     | D     | Uroš Radaković     |
| 28 | Francia (bandiera)    | D     | Fabien Centonze    |
| 30 | Svezia (bandiera)     | P     | Patrik Carlgren    |
| 31 | Egitto (bandiera)     | A     | Mostafa Mohamed    |
| 50 | Francia (bandiera)    | P     | Alexis Mirbach     |
| 52 | Mauritania (bandiera) | C     | Bahmed Deuff       |
| 66 | Francia (bandiera)    | C     | Louis Leroux       |
| 72 | Francia (bandiera)    | D     | Sékou Doucouré     |
| 78 | Francia (bandiera)    | D     | Tylel Tati         |
| 90 | Francia (bandiera)    | C     | Yassine Benhattab  |
| 93 | Haiti (bandiera)      | D     | Jean-Kévin Duverne |
| 98 | Francia (bandiera)    | D     | Kelvin Amian       |

## Calciomercato

### Sessione estiva(dal 1º luglio al 31 agosto)
| Acquisti         | Acquisti           | Acquisti        | Acquisti                                       |
| R.               | Nome               | da              | Modalità                                       |
| ---------------- | ------------------ | --------------- | ---------------------------------------------- |
| P                | Alexis Mirbach     | Metz 2          | definitivo                                     |
| D                | Chidozie Awaziem   | Colorado Rapids | definitivo (850 mila €)                        |
| D                | Nicolas Cozza      | Wolfsburg       | prestito                                       |
| D                | Uroš Radaković     | Sivasspor       | definitivo                                     |
| C                | Hong Hyun-seok     | Magonza         | prestito con diritto di riscatto (400 mila €)  |
| C                | Kwon Hyeok-kyu     | Celtic          | definitivo (250 mila €)                        |
| C                | Johann Lepenant    | Olympique Lione | diritto di riscatto esercitato (2,5 milioni €) |
| A                | Amady Camara       | Sturm Graz      | prestito con diritto di riscatto               |
| A                | Youssef El-Arabi   | APOEL           | definitivo                                     |
| A                | Mayckel Lahdo      | AZ Alkmaar      | prestito con diritto di riscatto               |
| Altre operazioni |                    |                 |                                                |
| R.               | Nome               | da              | Modalità                                       |
| D                | Hugo Boutsingkham  | Stade Briochin  | fine prestito                                  |
| D                | Jean-Kévin Duverne | Kortrijk        | fine prestito                                  |
| C                | Yassine Benhattab  | Aubagne         | fine prestito                                  |
| C                | Lamine Diack       | Hatayspor       | fine prestito                                  |
| A                | Ignatius Ganago    | N.E. Revolution | fine prestito                                  |

| Cessioni         | Cessioni                 | Cessioni          | Cessioni                         |
| R.               | Nome                     | a                 | Modalità                         |
| ---------------- | ------------------------ | ----------------- | -------------------------------- |
| P                | Hugo Barbet              | Versailles        | definitivo                       |
| P                | Alban Lafont             | Panathīnaïkos     | prestito                         |
| D                | Hugo Boutsingkham        | Port              | definitivo                       |
| D                | Jean-Charles Castelletto | Al-Duhail         | definitivo (4 milioni €)         |
| D                | Marcus Coco              |                   | svincolato                       |
| D                | Nicolas Pallois          |                   | svincolato                       |
| D                | Nathan Zézé              | Neom              | definitivo (20 milioni €)        |
| C                | Douglas Augusto          | Krasnodar         | definitivo (6,5 milioni €)       |
| C                | Pedro Chirivella         | Panathīnaïkos     | definitivo (2 milioni €)         |
| C                | Lamine Diack             | Sion              | prestito con diritto di riscatto |
| C                | Malang Gomes             | Le Mans           | prestito                         |
| C                | Florent Mollet           |                   | svincolato                       |
| A                | Tino Kadewere            | Arīs Salonicco    | definitivo                       |
| A                | Moses Simon              | Paris FC          | definitivo (7 milioni €)         |
| A                | Plamedi Nsingi           | Le Puy            | definitivo                       |
| Altre operazioni |                          |                   |                                  |
| R.               | Nome                     | a                 | Modalità                         |
| D                | Nicolas Cozza            | Wolfsburg         | fine prestito                    |
| D                | Saïdou Sow               | Strasburgo        | fine prestito                    |
| C                | Johann Lepenant          | Olympique Lione   | fine prestito                    |
| A                | Meschack Elia            | Young Boys        | fine prestito                    |
| A                | Sorba Thomas             | Huddersfield Town | fine prestito                    |

### Sessione invernale(dal 1º gennaio al 31 gennaio)
| Acquisti         | Acquisti         | Acquisti         | Acquisti         |
| R.               | Nome             | da               | Modalità         |
| Altre operazioni | Altre operazioni | Altre operazioni | Altre operazioni |
| R.               | Nome             | da               | Modalità         |
| ---------------- | ---------------- | ---------------- | ---------------- |

| Cessioni         | Cessioni         | Cessioni         | Cessioni         |
| R.               | Nome             | a                | Modalità         |
| Altre operazioni | Altre operazioni | Altre operazioni | Altre operazioni |
| R.               | Nome             | a                | Modalità         |
| ---------------- | ---------------- | ---------------- | ---------------- |

## Risultati

### Ligue 1

#### Girone di andata
| Arbitro: | Bastien |

|  |           |             |
|  | Marcatori | 67’ Vitinha |

| Strasburgo 24 agosto 2025, ore -:- CEST 2ª giornata | Strasburgo | – | Nantes | Stadio della Meinau |

| Nantes 31 agosto 2025, ore -:- CEST 3ª giornata | Nantes | – | Auxerre | Stadio della Beaujoire |

| Nizza 14 settembre 2025, ore -:- CEST 4ª giornata | Nizza | – | Nantes | Allianz Riviera |

| Nantes 21 settembre 2025, ore -:- CEST 5ª giornata | Nantes | – | Rennes | Stadio della Beaujoire |

| Tolosa 28 settembre 2025, ore -:- CEST 6ª giornata | Tolosa | – | Nantes | Stadium |

| Brest 5 ottobre 2025, ore -:- CEST 7ª giornata | Brest | – | Nantes | Stadio Francis Le Blé |

| Nantes 19 ottobre 2025, ore -:- CEST 8ª giornata | Nantes | – | Lilla | Stadio della Beaujoire |

| Parigi 26 ottobre 2025, ore -:- CEST 9ª giornata | Paris FC | – | Nantes | Stadio Jean Bouin |

| Nantes 29 ottobre 2025, ore -:- CEST 10ª giornata | Nantes | – | Monaco | Stadio della Beaujoire |

| Nantes 2 novembre 2025, ore -:- CEST 11ª giornata | Nantes | – | Metz | Stadio della Beaujoire |

| Le Havre 9 novembre 2025, ore -:- CEST 12ª giornata | Le Havre | – | Nantes | Stadio Océane |

| Nantes 23 novembre 2025, ore -:- CEST 13ª giornata | Nantes | – | Lorient | Stadio della Beaujoire |

| Décines-Charpieu 30 novembre 2025, ore -:- CEST 14ª giornata | Olympique Lione | – | Nantes | Groupama Stadium |

| Nantes 7 dicembre 2025, ore -:- CEST 15ª giornata | Nantes | – | Lens | Stadio della Beaujoire |

| Angers 14 dicembre 2025, ore -:- CEST 16ª giornata | Angers | – | Nantes | Stadio Raymond Kopa |

| Marsiglia 4 gennaio 2026, ore -:- CEST 17ª giornata | Olympique Marsiglia | – | Nantes | Stadio Vélodrome |

#### Girone di ritorno
| Nantes 18 gennaio 2026, ore -:- CEST 18ª giornata | Nantes | – | Paris FC | Stadio della Beaujoire |

| Nantes 25 gennaio 2026, ore -:- CEST 19ª giornata | Nantes | – | Nizza | Stadio della Beaujoire |

| Lorient 1° febbraio 2026, ore -:- CEST 20ª giornata | Lorient | – | Nantes | Stadio Yves Allainmat |

| Nantes 8 febbraio 2026, ore -:- CEST 21ª giornata | Nantes | – | Olympique Lione | Stadio della Beaujoire |

| Fontvieille 15 febbraio 2026, ore -:- CEST 22ª giornata | Monaco | – | Nantes | Stadio Louis II |

| Nantes 22 febbraio 2026, ore -:- CEST 23ª giornata | Nantes | – | Le Havre | Stadio della Beaujoire |

| Lilla 1° marzo 2026, ore -:- CEST 24ª giornata | Lilla | – | Nantes | Stadio Pierre Mauroy |

| Nantes 8 marzo 2026, ore -:- CEST 25ª giornata | Nantes | – | Angers | Stadio della Beaujoire |

| Parigi 15 marzo 2026, ore -:- CEST 26ª giornata | Nantes | – | Nantes | Parco dei Principi |

| Nantes 22 marzo 2026, ore -:- CEST 27ª giornata | Nantes | – | Strasburgo | Stadio della Beaujoire |

| Metz 5 aprile 2026, ore -:- CEST 28ª giornata | Metz | – | Nantes | Stadio Saint Symphorien |

| Auxerre 12 aprile 2026, ore -:- CEST 29ª giornata | Auxerre | – | Nantes | Stadio Abbé-Deschamps |

| Nantes 19 aprile 2026, ore -:- CEST 30ª giornata | Nantes | – | Brest | Stadio della Beaujoire |

| Rennes 26 aprile 2026, ore -:- CEST 31ª giornata | Rennes | – | Nantes | Roazhon Park |

| Nantes 3 maggio 2026, ore -:- CEST 32ª giornata | Nantes | – | Olympique Marsiglia | Stadio della Beaujoire |

| Lens 9 maggio 2026, ore -:- CEST 33ª giornata | Lens | – | Nantes | Stadio Bollaert-Delelis |

| Nantes 16 maggio 2026, ore -:- CEST 22ª giornata | Nantes | – | Tolosa | Stadio della Beaujoire |

## Statistiche

### Statistiche di squadra
Statistiche aggiornate al 17 agosto 2025.
| Competizione     | Punti | In casa | In casa | In casa | In casa | In casa | In casa | In trasferta | In trasferta | In trasferta | In trasferta | In trasferta | In trasferta | Totale | Totale | Totale | Totale | Totale | Totale | DR |
| Competizione     | Punti | G       | V       | N       | P       | Gf      | Gs      | G            | V            | N            | P            | Gf           | Gs           | G      | V      | N      | P      | Gf     | Gs     | DR |
| ---------------- | ----- | ------- | ------- | ------- | ------- | ------- | ------- | ------------ | ------------ | ------------ | ------------ | ------------ | ------------ | ------ | ------ | ------ | ------ | ------ | ------ | -- |
| Ligue 1          | 0     | 1       | 0       | 0       | 1       | 0       | 1       | 0            | 0            | 0            | 0            | 0            | 0            | 1      | 0      | 0      | 1      | 0      | 1      | -1 |
| Coppa di Francia | -     | 0       | 0       | 0       | 0       | 0       | 0       | 0            | 0            | 0            | 0            | 0            | 0            | 0      | 0      | 0      | 0      | 0      | 0      | 0  |
| Totale           | -     | 1       | 0       | 0       | 1       | 0       | 1       | 0            | 0            | 0            | 0            | 0            | 0            | 1      | 0      | 0      | 1      | 0      | 1      | -1 |

### Andamento in campionato
| Giornata  | 1  | 2 | 3 | 4 | 5 | 6 | 7 | 8 | 9 | 10 | 11 | 12 | 13 | 14 | 15 | 16 | 17 | 18 | 19 | 20 | 21 | 22 | 23 | 24 | 25 | 26 | 27 | 28 | 29 | 30 | 31 | 32 | 33 | 34 |
| --------- | -- | - | - | - | - | - | - | - | - | -- | -- | -- | -- | -- | -- | -- | -- | -- | -- | -- | -- | -- | -- | -- | -- | -- | -- | -- | -- | -- | -- | -- | -- | -- |
| Luogo     | C  |   |   |   |   |   |   |   |   |    |    |    |    |    |    |    |    |    |    |    |    |    |    |    |    |    |    |    |    |    |    |    |    |    |
| Risultato | P  |   |   |   |   |   |   |   |   |    |    |    |    |    |    |    |    |    |    |    |    |    |    |    |    |    |    |    |    |    |    |    |    |    |
| Posizione | 13 |   |   |   |   |   |   |   |   |    |    |    |    |    |    |    |    |    |    |    |    |    |    |    |    |    |    |    |    |    |    |    |    |    |

Fonte: (FR) Tables - Ligue 1 Uber Eats, su ligue1.com. URL consultato il 17 agosto 2025.
Legenda:

Luogo: C = Casa; T = Trasferta. Risultato: V = Vittoria; N = Pareggio; P = Sconfitta.

### Statistiche dei giocatori
Sono in corsivo i calciatori che hanno lasciato la società a stagione in corso.
| Giocatore    | Ligue 1  | Ligue 1 | Ligue 1     | Ligue 1    | Coppa di Francia | Coppa di Francia | Coppa di Francia | Coppa di Francia | Totale   | Totale | Totale      | Totale     |
| Giocatore    | Presenze | Reti    | Ammonizioni | Espulsioni | Presenze         | Reti             | Ammonizioni      | Espulsioni       | Presenze | Reti   | Ammonizioni | Espulsioni |
| ------------ | -------- | ------- | ----------- | ---------- | ---------------- | ---------------- | ---------------- | ---------------- | -------- | ------ | ----------- | ---------- |
| M. Abline    | 1        | 0       | 0           | 0          | 0                | 0                | 0                | 0                | 1        | 0      | 0           | 0          |
| M. Acapandié | 0        | 0       | 0           | 0          | 0                | 0                | 0                | 0                | 0        | 0      | 0           | 0          |
| K. Amian     | 1        | 0       | 1           | 0          | 0                | 0                | 0                | 0                | 1        | 0      | 1           | 0          |
| C. Awaziem   | 1        | 0       | 0           | 0          | 0                | 0                | 0                | 0                | 1        | 0      | 0           | 0          |
| Y. Benhattab | 1        | 0       | 0           | 0          | 0                | 0                | 0                | 0                | 1        | 0      | 0           | 0          |
| A. Camara    | 1        | 0       | 0           | 0          | 0                | 0                | 0                | 0                | 1        | 0      | 0           | 0          |
| P. Carlgren  | 0        | 0       | 0           | 0          | 0                | 0                | 0                | 0                | 0        | 0      | 0           | 0          |
| F. Centonze  | 0        | 0       | 0           | 0          | 0                | 0                | 0                | 0                | 0        | 0      | 0           | 0          |
| F. Coquelin  | 1        | 0       | 0           | 0          | 0                | 0                | 0                | 0                | 1        | 0      | 0           | 0          |
| N. Cozza     | 1        | 0       | 0           | 0          | 0                | 0                | 0                | 0                | 1        | 0      | 0           | 0          |
| S. Doucouré  | 0        | 0       | 0           | 0          | 0                | 0                | 0                | 0                | 0        | 0      | 0           | 0          |
| J. Duverne   | 0        | 0       | 0           | 0          | 0                | 0                | 0                | 0                | 0        | 0      | 0           | 0          |
| Y. El-Arabi  | 0        | 0       | 0           | 0          | 0                | 0                | 0                | 0                | 0        | 0      | 0           | 0          |
| B. Guirassy  | 1        | 0       | 0           | 0          | 0                | 0                | 0                | 0                | 1        | 0      | 0           | 0          |
| H.-S. Hong   | 1        | 0       | 0           | 0          | 0                | 0                | 0                | 0                | 1        | 0      | 0           | 0          |
| H.-K. Kwon   | 1        | 0       | 0           | 0          | 0                | 0                | 0                | 0                | 1        | 0      | 0           | 0          |
| M. Lahdo     | 0        | 0       | 0           | 0          | 0                | 0                | 0                | 0                | 0        | 0      | 0           | 0          |
| J. Lepenant  | 1        | 0       | 0           | 0          | 0                | 0                | 0                | 0                | 1        | 0      | 0           | 0          |
| L. Leroux    | 1        | 0       | 0           | 0          | 0                | 0                | 0                | 0                | 1        | 0      | 0           | 0          |
| A. Lopes     | 1        | -1      | 0           | 0          | 0                | 0                | 0                | 0                | 1        | -1     | 0           | 0          |
| A. Mahamoud  | 0        | 0       | 0           | 0          | 0                | 0                | 0                | 0                | 0        | 0      | 0           | 0          |
| A. Mirbach   | 0        | 0       | 0           | 0          | 0                | 0                | 0                | 0                | 0        | 0      | 0           | 0          |
| M. Mohamed   | 1        | 0       | 0           | 0          | 0                | 0                | 0                | 0                | 1        | 0      | 0           | 0          |
| U. Radaković | 0        | 0       | 0           | 0          | 0                | 0                | 0                | 0                | 0        | 0      | 0           | 0          |
| D. Tabibou   | 1        | 0       | 0           | 0          | 0                | 0                | 0                | 0                | 1        | 0      | 0           | 0          |
| T. Tati      | 1        | 0       | 0           | 0          | 0                | 0                | 0                | 0                | 1        | 0      | 0           | 0          |